# Shifan Nongchang (bondby i Kina, Liaoning Sheng, lat 41,50, long 122,21)
Shifan Nongchang (kinesiska: 示范农场) är en bondby i Kina. Den ligger i provinsen Liaoning, i den nordöstra delen av landet, omkring 100 kilometer väster om provinshuvudstaden Shenyang. Antalet invånare är 452. Befolkningen består av 225 kvinnor och 227 män. Barn under 15 år utgör 7,0 %, vuxna 15-64 år 80 %, och äldre över 65 år 11,0 %.
Runt Shifan Nongchang är det ganska tätbefolkat, med 239 invånare per kvadratkilometer. Närmaste större samhälle är Liujia, 7,9 km väster om Shifan Nongchang. Trakten runt Shifan Nongchang består till största delen av jordbruksmark.
Genomsnittlig årsnederbörd är 796 millimeter. Den regnigaste månaden är juli, med i genomsnitt 188 mm nederbörd, och den torraste är januari, med 9 mm nederbörd.